# Nuclear War: A Scenario
Nuclear War: A Scenario é um livro de não ficção de 2024 da jornalista americana Annie Jacobsen. Ele descreve um cronograma de um hipotético primeiro ataque contra os Estados Unidos continentais pela Coreia do Norte.

## Conteúdo
O livro aborda o protocolo militar americano padrão no caso de um primeiro ataque nuclear contra os Estados Unidos . Destaca particularmente lançamento aquando de um alerta como uma política perigosa e potencialmente catastrófica das nações com armas nucleares, e conclui que qualquer conflito nuclear tem o potencial de terminar numa extinção humana quase total.
O livro discute primeiro o Plano Operacional Integrado Único, a partir de um relato de testemunha de John H. Rubel, que detalhou que, em 1960, oficiais militares americanos planearam um potencial ataque nuclear preventivo à União Soviética, que mataria pelo menos 600 milhões de pessoas, cerca de metade das quais seriam de países vizinhos da União Soviética; Rubel disse que os principais oficiais militares dos Estados Unidos elogiaram o plano, com apenas o General David M. Shoup discordando.
O livro então mostra uma análise minuto a minuto, de múltiplas perspetivas, de um cenário em 2024, onde uma guerra mundial nuclear irá eclodir. No minuto 0, a Coreia do Norte desencadeia um ataque surpresa, lançando um ICBM Hwasong-17 com uma ogiva termonuclear de 1 megatonelada no Pentágono em Washington, D.C. Os Estados Unidos detetam imediatamente a ameaça, mas não têm sistema para eliminar o ICBM norte-coreano durante a sua fase de reforço, quando os satélites ainda podem detectá-lo. As defesas antimísseis de longo alcance dos Estados Unidos consistem em 44 mísseis interceptadores, dos quais 4 são disparados da Califórnia em Hwasong, mas todos erram no minuto 9. A evacuação do presidente americano atrasa a resposta nuclear americana. No minuto 16, a Coreia do Norte lança um  SLBM Pukguksong-1 com uma ogiva termonuclear a 350 milhas da Califórnia, mas as defesas de mísseis de curto alcance dos Estados Unidos (Aegis e THAAD ) foram posicionadas muito longe dos Estados Unidos para interferir. No minuto 23, o SLBM norte-coreano atinge com sucesso a Central Nuclear de Diablo Canyon, na Califórnia, causando um derretimento nuclear. No minuto 24, os Estados Unidos iniciam um ataque nuclear à Coreia do Norte após a aprovação do presidente americano, mas devido à falta de alcance, os ICBMs Minuteman III americanos precisam sobrevoar a Rússia para chegar à Coreia do Norte.
O ICBM norte-coreano destrói Washington D.C. no minuto 33, deixando o presidente americano encalhado e incapacitado enquanto ele é evacuado. Nos próximos 10 minutos, o falho sistema de satélite Tundra da Rússia superestima os 50 ICBMs Minuteman e os 8 SLBMs Trident dos Estados Unidos, chegando a centenas, o suficiente para devastar a Rússia. Sem ter notícias do presidente americano e ciente das mentiras passadas dos Estados Unidos durante a guerra, o paranoico presidente russo acredita que os Estados Unidos lançaram-se contra a Rússia. No minuto 45, o presidente russo ordena um ataque total aos Estados Unidos e aos países considerados hostis na OTAN e na Europa; no minuto 50, os Estados Unidos detetam o iminente ataque russo e lançam o seu próprio ataque nuclear total contra 975 alvos na Rússia. A partir do minuto 52, a Coreia do Norte é atingida por 82 ogivas nucleares americanas. No minuto 55, a Coreia do Norte detona uma ogiva nuclear em um satélite orbitando 480 quilómetros acima dos Estados Unidos, gerando um pulso eletromagnético que paralisa as redes elétricas, os microprocessadores e os sistemas SCADA dos Estados Unidos. No minuto 57, SLBMs russos destroem as instalações de combate nuclear dos Estados Unidos e sobrecarregam o bunker nuclear no Complexo Raven Rock Mountain, matando o presidente americano que estava nas proximidades. No minuto 58, países europeus, incluindo Albânia, Bélgica, Bulgária, Croácia, Estónia, Finlândia, França, Alemanha, Grécia, Itália, Holanda, Noruega, Suécia, Turquia, Ucrânia e Reino Unido são atingidos por ogivas nucleares russas. No minuto 92 do conflito, os Estados Unidos foram atingidos por cerca de mais 1.000 ogivas nucleares russas. Até então, centenas de milhões de pessoas já haviam sido mortas. A guerra nuclear termina menos de duas horas depois de começar, deixando a maior parte do Hemisfério Norte dizimada e inabitável.
O conflito nuclear causa incêndios que desencadeiam o inverno nuclear, impedindo a agricultura e matando plantas, desequilibrando as cadeias alimentares. Pequenos animais prosperam, enquanto animais maiores são quase extintos. A humanidade sofre com a fome generalizada, com poucas exceções, incluindo os países mais ao sul da Austrália, Nova Zelândia, Argentina e partes do Paraguai. A precipitação nuclear causa envenenamento por radiação. Depois de meses, com o fim do inverno nuclear, a camada de ozono, danificada pela guerra nuclear, não consegue proteger a vida dos raios ultravioleta do Sol, forçando a humanidade a viver no subsolo, enquanto insetos e pragas de cadáveres descongelados espalham-se na superfície. A própria Terra leva 24.000 anos para se recuperar de uma guerra nuclear, enquanto o destino da humanidade não é mencionado. A autora conclui que o “inimigo” não era nenhum país ou grupo, mas sim armas nucleares.

## Conclusões
Jacobsen disse: "Você gostaria de ter um comandante-em-chefe que fosse de mente sã, que tivesse total controlo de sua capacidade mental, que não fosse volátil, que não estivesse sujeito à raiva. Essas são qualidades de caráter significativas que devem ser pensadas quando as pessoas votam para presidente, pela simples razão de que o presidente tem autoridade exclusiva para lançar armas nucleares."

## Adaptação
Em abril de 2024, foi anunciado que o estúdio de produção Legendary Entertainment comprou os direitos para adaptar o livro para um filme, com o diretor canadiano Denis Villeneuve definido o realizar.

## Histórico de publicação
- 2024 (capa dura, e-book, audiolivro):Nuclear War: A Scenario. [S.l.]: Dutton. 26 de março de 2024. ISBN 978-0593476093 Dutton. 26 de março de 2024. ISBN 978-0593476093 .

## Recepção
Barry Gewen, no New York Times, disse sobre Nuclear War: A Scenario que "Jacobsen, a autora de "The Pentagon’s Brain", fez a sua lição de casa. Ela passou mais de uma década entrevistando dezenas de especialistas enquanto dominava a volumosa literatura sobre o assunto, parte dela desclassificada apenas nos últimos anos." No entanto, ele levanta uma questão, afirmando que "Se ela é a favor da abolição total das armas nucleares, ela deve aos seus leitores dizê-lo e, em seguida, explicar como isso poderia ser feito. Como chegamos daqui para lá?"
Entrevistando a própria Jacobsen, Kathy Gilsinan do Politico escreve que "A guerra nuclear seria má. Todo mundo sabe disso. A maioria das pessoas provavelmente preferiria não pensar nos detalhes. Mas Annie Jacobsen, autora de sete livros sobre tópicos sensíveis de segurança nacional, quer que você saiba exatamente o quão mau isso seria."
Mike Riggs, escrevendo para a revista Reason, escreveu que o livro é um "thriller porno de desastre".
Num caso mais misto, Steven Poole do The Telegraph elogia o livro pela sua base factual e pesquisa, mas critica a prosa por ser "exagerada", observando que "Em termos de estilo, Nuclear War parece ter sido escrito para aqueles que acham os romances de Dan Brown muito sofisticados. Parágrafos de uma frase de suspense pulp abundam." No entanto, ele conclui com uma nota positiva, avaliando-o como "um compêndio mais acessível e profundo dos fatos inquietantes sobre a história nuclear, planeamento e devastação[...]".
Em contraste, Peter Huessy da Global Security Review tem uma avaliação quase inteiramente negativa do trabalho, observando que "Embora existam áreas adicionais onde Jacobsen incorpora informações imprecisas no seu cenário, o ponto é claro. Nuclear War: A Scenario de Annie Jacobsen: seria intitulado com muito mais precisão, Guerra Nuclear: Um Romance ou Guerra Nuclear: Propaganda do Desarmamento".